# Do Not Disturb
Do Not Disturb je třinácté studiové album anglické progresivní rockové skupiny Van der Graaf Generator. Vydáno bylo 30. září roku 2016 společností Esoteric Recordings. Jeho historie sahá do chvíle, kdy zpěvák kapely Peter Hammill poslal svým dvěma spoluhráčům nové písně. Ty následně společně týden zkoušeli, později týden nahrávali základní stopy a následně šest měsíců dokončovali.

## Seznam skladeb
1. Aloft – 7:20
2. Alfa Berlina – 6:40
3. Room 1210 – 6:48
4. Forever Falling – 5:40
5. Shikata Ga Nai – 2:29
6. (Oh No! I Must Have Said) Yes – 7:44
7. Brought to Book – 7:57
8. Almost the Words – 7:54
9. Go – 4:35

## Obsazení
- Peter Hammill – zpěv, kytara, klavír
- Hugh Banton – varhany, klávesy, baskytara, akordeon, zvonkohra
- Guy Evans – bicí, perkuse